# مسجد العرب (دراما)
مسجد العرب (باليونانية: Αράπ Τζαμί)‏، من (بالتركية: Arap Camii)‏، المعروف أيضًا باسم مسجد المحاكم القضائية (باليونانية: Τζαμί Δικαστηρίων)‏: هو مسجد تاريخي عثماني في بلدة دراما، مقدونيا الشرقية وتراقيا، في اليونان. لقد تم إهماله منذ ما يقرب من قرن من الزمان، ويخضع للترميم اعتبارًا من نوفمبر 2022.

## البناء
هو عبارة عن مسجد له قاعة واحدة ذات قبة مع رواق ثلاثي، وأبعاده 12.90x9.20 متر للمبنى الرئيسي و 3.20x9.20 متر للرواق. يضم المبنى الرئيسي منطقة المدخل مع الردهة ومنطقة الصلاة المربعة. تشكل المقصورة الرخامية المكون من طابقين الحد الفاصل بين منطقة المدخل ومنطقة الصلاة. يمكن العثور على المحراب في وسط البناء الجنوب شرقي. يتم تنفيذ إسكان المساحة بقبة ترتكز على البناء الخارجي والمقصورة.
في الداخل، على الواجهة والرواق، تم الحفاظ على الزخارف المطلية التي تم تنفيذها على فترتين زمنيتين، الأولى مع بنائه والثانية ربما مع تغيير استخدام المبنى بعد 1913. يحتوي المسجد أيضًا على عناصر رخامية ومعدنية وسيراميكية يتم الحفاظ عليها أيضًا.